# 安格朗德 (安德尔省)
安格朗德（法語：Ingrandes，法語發音：[ɛ̃ɡʁɑ̃d] ⓘ）是法国安德尔省的一个市镇，位于该省西部，属于勒布朗区。

## 地理
安格朗德（46°35'51"N, 0°57'48"E）面积11.12 平方千米，位于法国中央-卢瓦尔河谷大区安德尔省，该省份为法国中部省份，北起卢瓦-谢尔省，西北接安德尔-卢瓦尔省，西南接维埃纳省，南至克勒兹省和上维埃纳省，东临谢尔省。
与安格朗德接壤的市镇（或旧市镇、城区）包括：孔克勒米耶、梅里尼、圣艾尼、贝蒂讷、圣日耳曼。
安格朗德的时区为UTC+01:00、UTC+02:00（夏令时）。

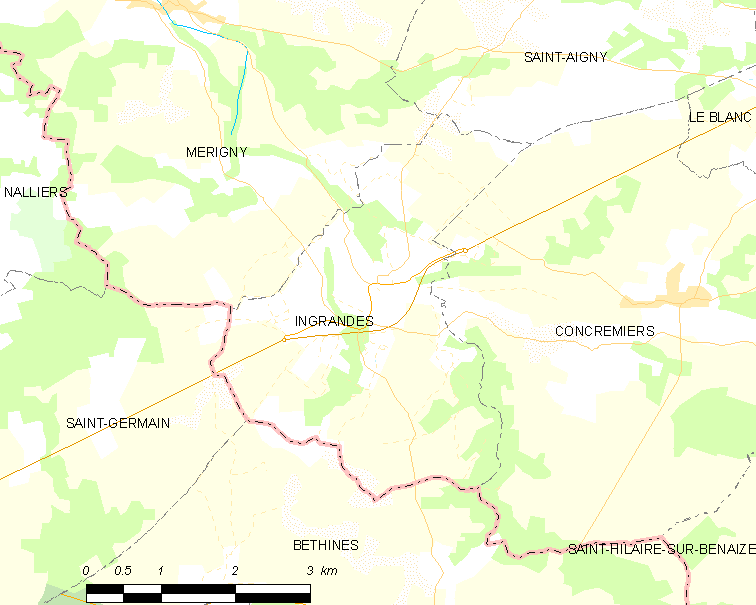
安格朗德的OSM定位图

## 行政
安格朗德的邮政编码为36300，INSEE市镇编码为36087。

## 政治
安格朗德所属的省级选区为勒布朗县。

## 人口

1962-2008年间安格朗德人口变化图示

安格朗德于2022年1月1日时的人口数量为299人。